# Бойчук Осип
Бойчук Осип Єрмил (26 січня 1907, м. Львів — 21 серпня 1981, Детройт, Мічиган, США) — громадський і пластовий діяч, адвокат.

## Біографія
Навчався у Станиславівській гімназії, де вступив до Пласту. Активіст Просвіти і «Рідної школи». Навчався у Львівському університеті, (магістр прав), відбув адвокатську практику в Станиславові у місцевого адвоката д-ра Олекси Чорненка. 1951 року здобув ступінь доктора права в Українському Вільному Університеті.
Від початку Другої світової війни перебував разом з дружиною Одаркою Скочдополь у Стрижеві коло Кросна, а згодом у повоєнній Німеччині, де активно включився у відновлення Пласту, увійшовши до складу 3 куреня УПС «Лісові Чорти».
Член редакційної колегії журналу «Пластовий шлях». Двічі нагороджений орденом св. Юрія в золоті, отримав найвищий ступінь пластуна сеньйора керівництва. Займався написанням історії Пласту, однак не встиг цю справу завершити.
В американській громаді був активний у шкільництві, довголітній член Управи Централі Опікунів Шкіл Українознавства. Член редакційної колегії другого тому «Альманаху Станиславівської землі».
Помер у Детройті, похований на кладовищі Христового Воскресіння у Монт Клеменс.